# Plantago tolucensis
Plantago tolucensis är en grobladsväxtart som beskrevs av Pilger. Plantago tolucensis ingår i släktet kämpar, och familjen grobladsväxter. Inga underarter finns listade i Catalogue of Life.